# Zadolîna, Ratne
Zadolîna (în ucraineană Задолина) este un sat în comuna Vîdranîțea din raionul Ratne, regiunea Volînia, Ucraina.

## Demografie
Componența lingvistică a localității Zadolîna
     Ucraineană (99,02%)
     Alte limbi (0,98%)
Conform recensământului din 2001, majoritatea populației localității Zadolîna era vorbitoare de ucraineană (99,02%), existând în minoritate și vorbitori de alte limbi.